# Paul Surtel
Paul Surtel (Reuilly, 20 september 1893 - Carpentras 25 mei 1985) was een Franse impressionistische kunstschilder. In zijn geboorteplaats bevindt zich sinds 1994 een museum dat gewijd is aan hem, het "Musée Paul Surtel".

## Biografie
Surtel werd geboren in 1893 in zijn vaders café in de plaats Reuilly in het departement Indre. Hij groeide op in een molen en ging naar de basisschool in Reuilly. Vervolgens volgde hij voortgezet onderwijs in het nabijgelegen Issoudun. Tijdens die periode leerde hij Fernand Maillaud, een vriend van zijn vader en landschapsschilder, kennen, doordat hij ook soms in de molen verbleef. Later noemde hij Millaud son bon maître, wat kan worden vertaald als zijn goede meester. In 1904 vertrok Surtel naar het "Lycée Charlemagne" in het centrum van de Franse hoofdstad Parijs, waarna hij een opleiding volgde op de École nationale supérieure des arts décoratifs. Surtel bezocht toen hij op die school zat veel musea en galerijen en kreeg waardering voor werken van Rembrandt van Rijn, Jean-Baptiste Corot en impressionisten.
Toen de Eerste Wereldoorlog uitbrak verhuisde hij met zijn ouders naar Dampmart, wat in de buurt van Parijs ligt. Daar beeldhouwde hij vijf of zes bustes van vrouwen. In 1916 moest Surtel voor de dienstplicht naar Fort Lamotte in Lyon. In het begin van 1917 werd hij naar het front gezonden. In zijn vrije tijd daar in het oosten van Frankrijk en in België, begon hij weer met tekenen en volgden het advies op van Maillaud. Na zijn dienstplichtige periode trok hij weer bij zijn ouders in die inmiddels naar het Zuid-Franse Hyères waren verhuisd. Surtel vond daar werk als boswachter en deed daar inspiratie op voor zijn latere schilderscarrière. Hij trouwde in 1921 in met Dortohy Bonarjee en kreeg met haar een zoon. In het daaropvolgende jaar kocht Surtel een wijngaard in de buurt van Gonfaron, waar hij met zijn vrouw woonde. Hoewel hij daar als wijnboer werkte, besteedde hij zijn vrije tijd aan tekenen. In 1926 begon hij uiteindelijk te werken als kunstschilder, maar bleef ook nog de wijngaard onderhouden. In 1936 kwam aan zijn huwelijk echter een einde en ook stopte hij met het verbouwen van land.
In 1937 ontmoette Surtel tijdens een van zijn eerste tentoonstellingen Elia Duc, waarmee hij in 1939 trouwden. Ze gingen samen in Peipin wonen, waar ze tot 1946 bleven. Ze woonden daarna respectievelijk twee jaar in Quercy, drie jaar in Orange en uiteindelijk in Carpentras. Hij kreeg drie kinderen met zijn vrouw. In die periode sinds zijn tweede huwelijk schilderde hij tevens vele schilderijen, waaronder zijn bekendste werken. Vanaf de jaren 60 begon hij naast landschappen ook stillevens en portretten schilderen. Naast zijn werk als kunstschilder was hij ook schrijver. Op 25 mei 1985 stierf hij.
- Bibliothèque nationale de France: cb12522077s (data)
- Gemeinsame Normdatei: 141256761
- International Standard Name Identifier: 0000 0000 7833 8934
- Library of Congress Control Number: n82275139
- RKD-Nederlands Instituut voor Kunstgeschiedenis: 132751
- Système universitaire de documentation: 027529711
- Union List of Artist Names: 500041847
- Virtual International Authority File: 14880747
- WorldCat: E39PBJxhtBhd6d3h4BXJQdwcT3